# Phthinia miranda
Phthinia miranda är en tvåvingeart som beskrevs av Zaitzev 1984. Phthinia miranda ingår i släktet Phthinia och familjen svampmyggor.
Artens utbredningsområde är New Hampshire. Inga underarter finns listade i Catalogue of Life.